# Leonard Ribbing
Leonard Ribbing af Zernava, född 28 juni 1638 i Barkarö församling, död 18 september 1687, var en svensk militär och landshövding i Gävleborgska länet. Han var son till Peder Ribbing.  

## Biografi
Leonard Ribbing föddes 1638 på Fullerö slott i Barkarö församling. Han var son till Peder Ribbing och Christina Ryning. Ribbing var från 1652 till 1655 kammarpage hos drottning Christina och därefter hos kung Karl X Gustaf. Under tiden som kammarpage hos Karl X Gustaf följde han med honom vid krigen i Polen och Danmark. Ribbing blev 1658 hovjunkare och i januari 1659 fänrik vid pfalzgrevens av Sulzbachs regemente. Han blev i mars 1659 löjtnant vid livgardet och under hösten kapten vid Västmanlands regemente. Från 1660 var han överstelöjtnant i Västgötadals regemente och reste 1666 utomlands under tre år. Från 2 augusti 1675 var han överste för Riksänkedrottningens livregemente till fot och slutade vid nämnda regemente 17 juni 1678. Ribbing blev 1680 bisittare i reduktionskommissionen och blev utsedd till landshövding i Gävleborgs län 29 juli 1683. Han avled 1687 och hans vapen sattes upp i Ekeby kyrka.

### Egendom
Ribbing ägde gårdarna Zernava i Polen, Boxholms säteri i Ekeby socken, Gimmersta herrgård i Julita socken och Stenhammars slott i Flens socken.

### Familj
Leonard Ribbing gifte sig 10 augusti 1669 i Stockholm med Catharina Falkenberg af Trystorp (1640–1716). Hon var dotter till riksrådet Conrad Falkenberg af Trystorp och friherrinnan Catharina Bonde. De fick tillsammans barnen lantmarskalken Pehr Ribbing (1670–1719), presidenten Conrad Ribbing (1671–1736) i bergskollegium, översten Gustaf Ribbing (1673–1711) vid Upplands regemente, Agneta Christina Ribbing (1675–1701), generaladjutanten Lennart Ribbing (1676–1732) och generallöjtnanten Gabriel Ribbing (1779–1742).